# Adviescommissie Aardrijkskundige Namen in Nederland
De Adviescommissie Aardrijkskundige Namen in Nederland (afgekort tot: AaniN) was een onafhankelijke commissie van cartografen, taalkundigen en historici die samenwerken op het gebied van geografische naamgeving in Nederland. Deze commissie is in de jaren 1980 opgericht door het toenmalige Ministerie van Binnenlandse Zaken in eerste instantie om gemeenten en andere overheden van advies dienen ten aanzien van naamgeving voor een nieuwe gemeentenaam na een gemeentelijke herindeling.
Sinds 2011 viel de commissie onder het Koninklijk Nederlands Aardrijkskundig Genootschap, na eerst deel uitgemaakt te hebben van de Koninklijke Nederlandse Akademie van Wetenschappen en een secretariaat ondergebracht bij het Meertensinstituut. Ook is de taak uitgebreid naar het gevraagd en ongevraagd van advies dienen van overheidsinstanties op het gebied van andere aardrijkskundige namen in Nederland, bijvoorbeeld waternamen, plaatsnamen, veldnamen of namen van kunstwerken (zoals bruggen, viaducten en aquaducten) naast de nog steeds behouden taak voor het voorstellen van nieuwe gemeentenamen.
Sinds 2023 heeft de Commissie Aardrijkskundige Namen (CAN) van de Nederlandse Taalunie taken overgenomen van de Adviescommissie Aardrijkskundige namen in Nederland. Voorzitter is Arjen Versloot.